# Lorenz Zuckermandel

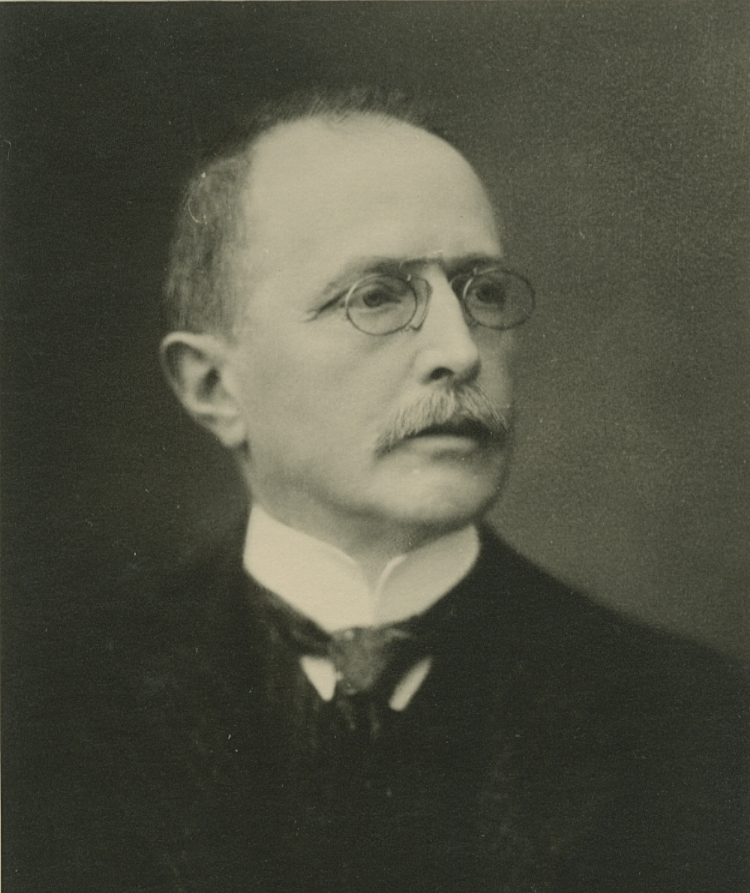
Lorenz Zuckermandel (1901)

Lorenz Zuckermandel (* 18. Februar 1847 in Bürglein; † 6. Januar 1928 in Berlin) war ein deutscher Bankier, Investor und Gründer sowie Übersetzer u. a. der Göttlichen Komödie von Dante Alighieri. Dank seiner vielen Begabungen arbeitete er sich vom armen Bauernsohn in Bürglein (Landkreis Ansbach) bis in die Berliner Hochfinanz der zweiten Hälfte des 19. Jahrhunderts vor und reihte sich ins damalige Großbürgertum ein.

## Leben

### Kindheit und Jugend
Lorenz Zuckermandels Eltern, Johann Friedrich und Katharina Margaretha (geb. Pirner), waren Kleinbauern im Söldengütchen beim Meckenweber in Bürglein (Haus Nr. 19), auf dem ehemaligen Gebiet des bayerischen Zisterzienserklosters Heilsbronn, wo sich die Familie seit 1777 niedergelassen hatte. Lorenz war das fünfte von sechs Kindern und besuchte die Dorfschule, in der er Jahr für Jahr eine Auszeichnung als Klassenbester erhielt. Als er 14 Jahre alt war, starb sein Vater im Alter von 57 Jahren und die Witwe konnte ihre Kinder nicht mehr alle alleine versorgen. Sie musste Lorenz weggeben, der von einem Freund der Familie, einem Forstmeister, zu sich nach Ansbach aufgenommen wurde, wo Lorenz das Gymnasium besuchte. Auch hier war er Klassenbester und bekam die städtische Auszeichnung für die besten Leistungen.

### Berufsleben
Dank seines hervorragenden Schulabschlusses konnte er eine Lehre im Bankhaus Erlanger & Söhne in Frankfurt antreten. Schon bald nach Lehrabschluss bekam er die Stelle eines Direktors der neuen Oldenburgischen Landesbank, welche am 15. Januar 1869 in Zusammenarbeit mit dem Bankhaus Erlanger & Söhne gegründet wurde. Die Oldenburgische Landesbank hatte gemäß dem 1875 von Preussen erlassenen Reichsbankengesetz das Notenprivileg, war aber trotz der damit verbundenen Einschränkungen seit ihrer Gründung im Kredit-, Einlagen- und Effektenbereich tätig. Lorenz Zuckermandel war sprachbegabt und beherrschte Englisch bald akzentfrei und sprach fließend Französisch. Danach lernte er Spanisch, womit er 1872 den Direktor der Madrider Niederlassung vertreten konnte. Aus den Berichten und Tagebüchern geht hervor, dass Italien ein beliebtes Reiseziel und italienische Kunst, Kultur und Sprache ein Begriff war.

### Heirat und Kinder
In seiner Frankfurter Zeit lernte er Robert Bassermann (1846–1907), Filialleiter des Mannheimer Bankhauses Köster & Cie., kennen, mit dem ihn nebst dem Beruflichen das Interesse für Fremdsprachen verband. Durch ihn lernte er 1890 im elterlichen Haus am Gockelsmarkt in Mannheim dessen Nichte Elisabeth kennen. Elisabeths Bruder war Albert Bassermann, der später ein bekannter Schauspieler wurde. Am 18. Juni 1892 heiratete Lorenz im Alter von 45 Jahren die um 18 Jahre jüngere Elisabeth Bassermann, mit der er sechs Kinder hatte: Louis Alexander Walter (1893–1915), Erich (1895–1915), Paul (1897–1988), Ludwig (1898–1973), Ingeborg Anna Leonore (1901–1986) und Sofi Elisabeth (1903–1999).

### Aufstieg in die Hochfinanz
In Oldenburg hatte Lorenz Zuckermandel als Direktor der Notenbank Verbindungen zu den maßgeblichen Männern der Wirtschaft. Durch kluge Aktienkäufe und Spekulationen während der voll in Gang gekommenen Industrialisierung Deutschlands verstand er es, ein reicher Mann zu werden. In den frühen 1880er Jahren übernahmen Lorenz Zuckermandel und zwei seiner Geschäftsfreunde das Bankhaus C. Schlesinger-Trier & Cie., Kommanditgesellschaft auf Aktien, ein alteingesessenes Privatbankhaus in Berlin.
Dank seines Erfolges in der Gründerzeit gehörte Lorenz Zuckermandel als Vertreter der Hochfinanz dem Großbürgertum an. Das junge Ehepaar residierte standesgemäß mitsamt Kutscher, Köchin, Kindermädchen, Wasch- und Flickfrau in einer prächtigen Villa mit Park im damaligen Vorort Charlottenburg und hatte viele gesellschaftliche Verpflichtungen: Abend für Abend waren sie eingeladen oder luden ein.

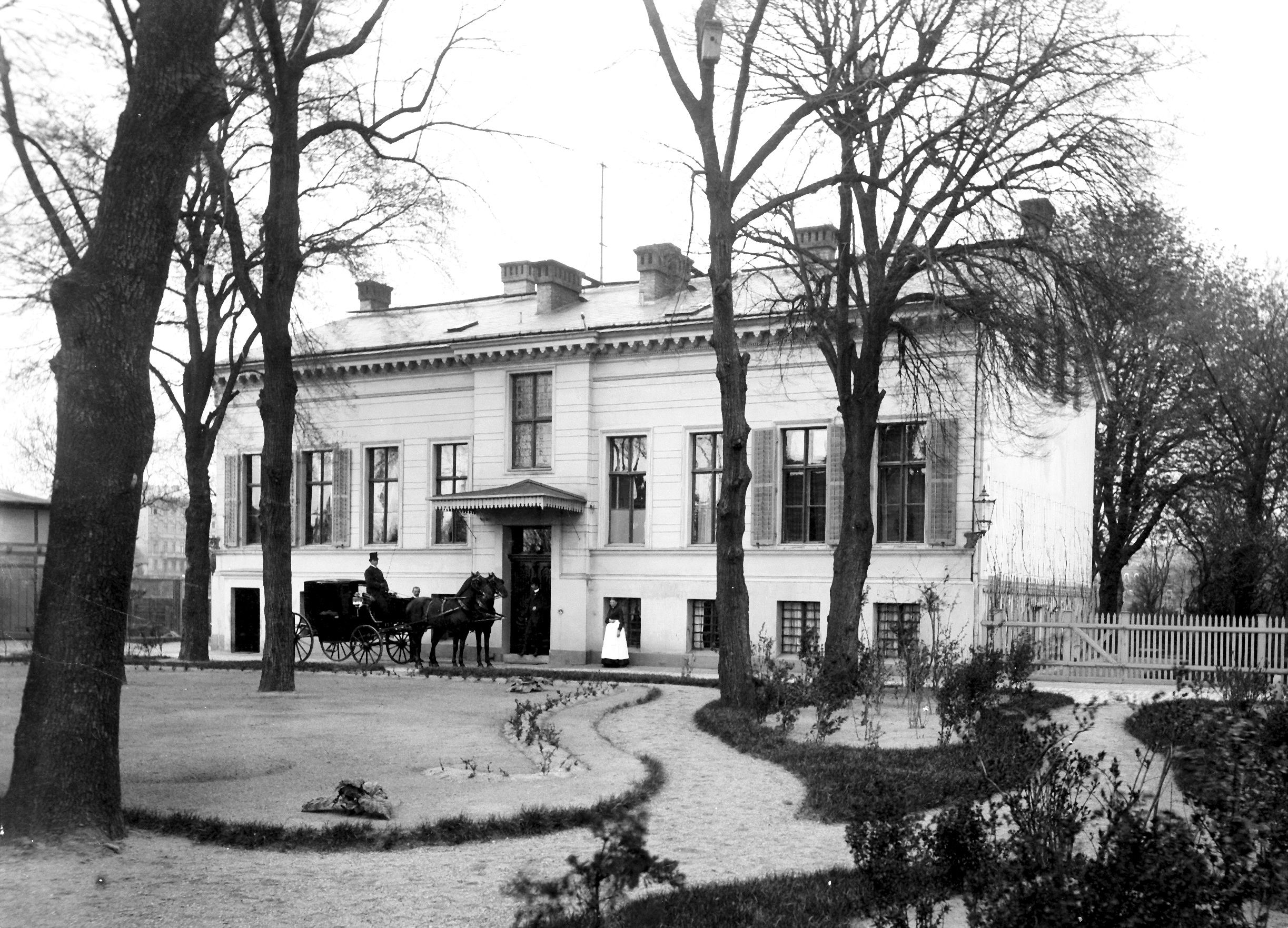
Villa der Familie Zuckermandel in Berlin-Charlottenburg, um 1890

Im Oktober 1893 zog man für den Winter in die neu angemietete Stadtwohnung in der Voss Straße 2 in eine weitläufige Etage im 1. Stock, welche sich nur wenige Häuser von der Bank entfernt befand.
In den Jahren nach 1900 entstanden rings um den Park der Villa in Charlottenburg Mietshäuser und auf einem Teil des Grundstücks, zwischen Schlossstraße und Fritschestraße, baute Lorenz Zuckermandel 1907–08 ein Mietshaus, das heute unter Denkmalschutz steht.

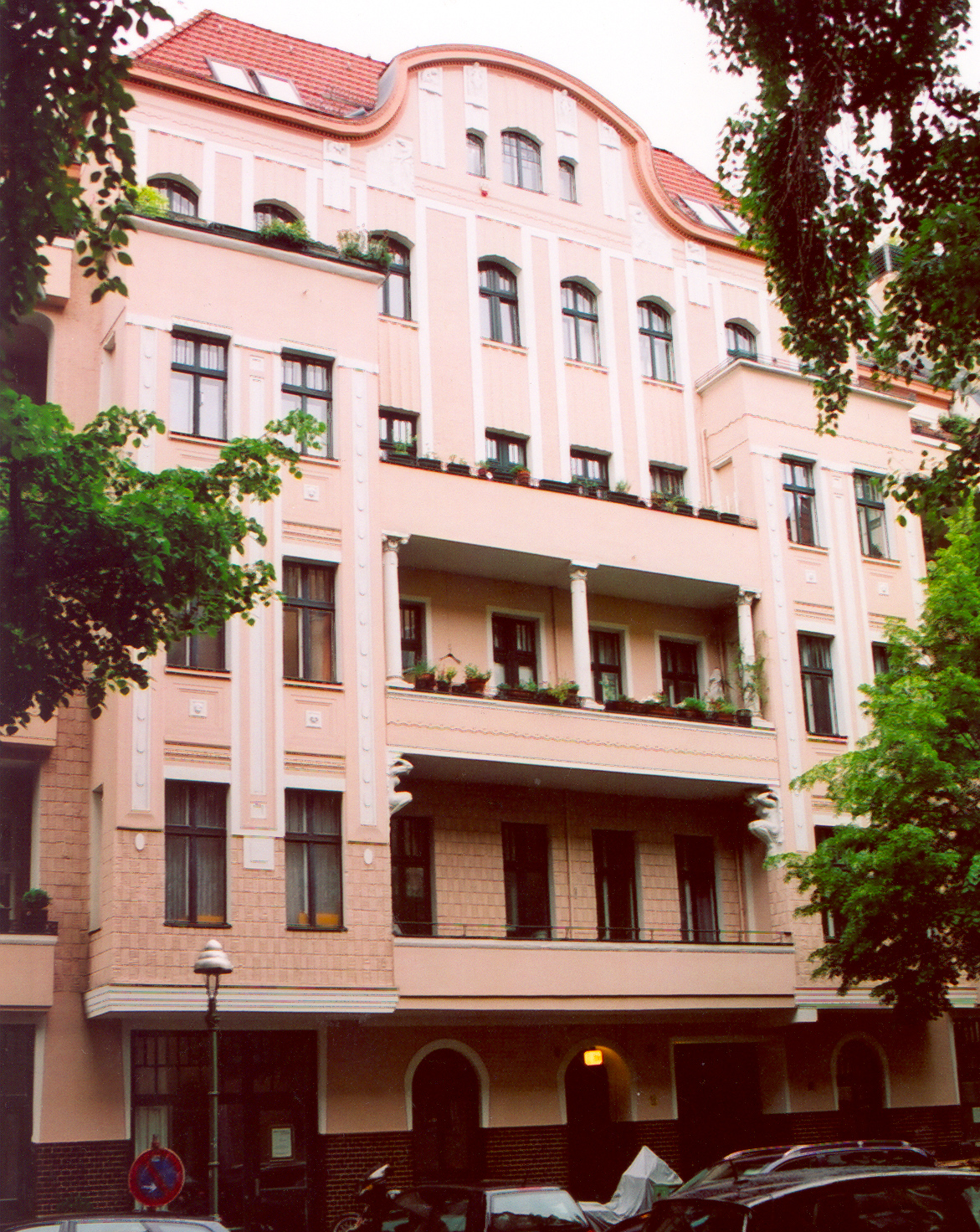
Baudenkmal Fritschestraße 26 in Berlin-Charlottenburg (1907–08)

1906/07 wurde die Villa in Charlottenburg abgerissen. Als Ersatz dafür kaufte Lorenz Zuckermandel 1908 die Villa Flossmann in Rottach am Tegernsee mitsamt umliegenden Wiesen und einem kleinen Wald. Mit Flossmann, dem ehemaligen Eigentümer der Villa, verstand sich Lorenz Zuckermandel als Bayer unter Bayern bestens und machte viele Bergtouren mit ihm. Die Sommermonate verbrachte die Familie jedes Jahr in Rottach am Tegernsee.
1908 oder 1909 zog die Familie von der Voss Straße 2 in das neu erworbene Palais Bendlerstraße 33, in der unmittelbaren Nähe des Tiergartens gelegen.

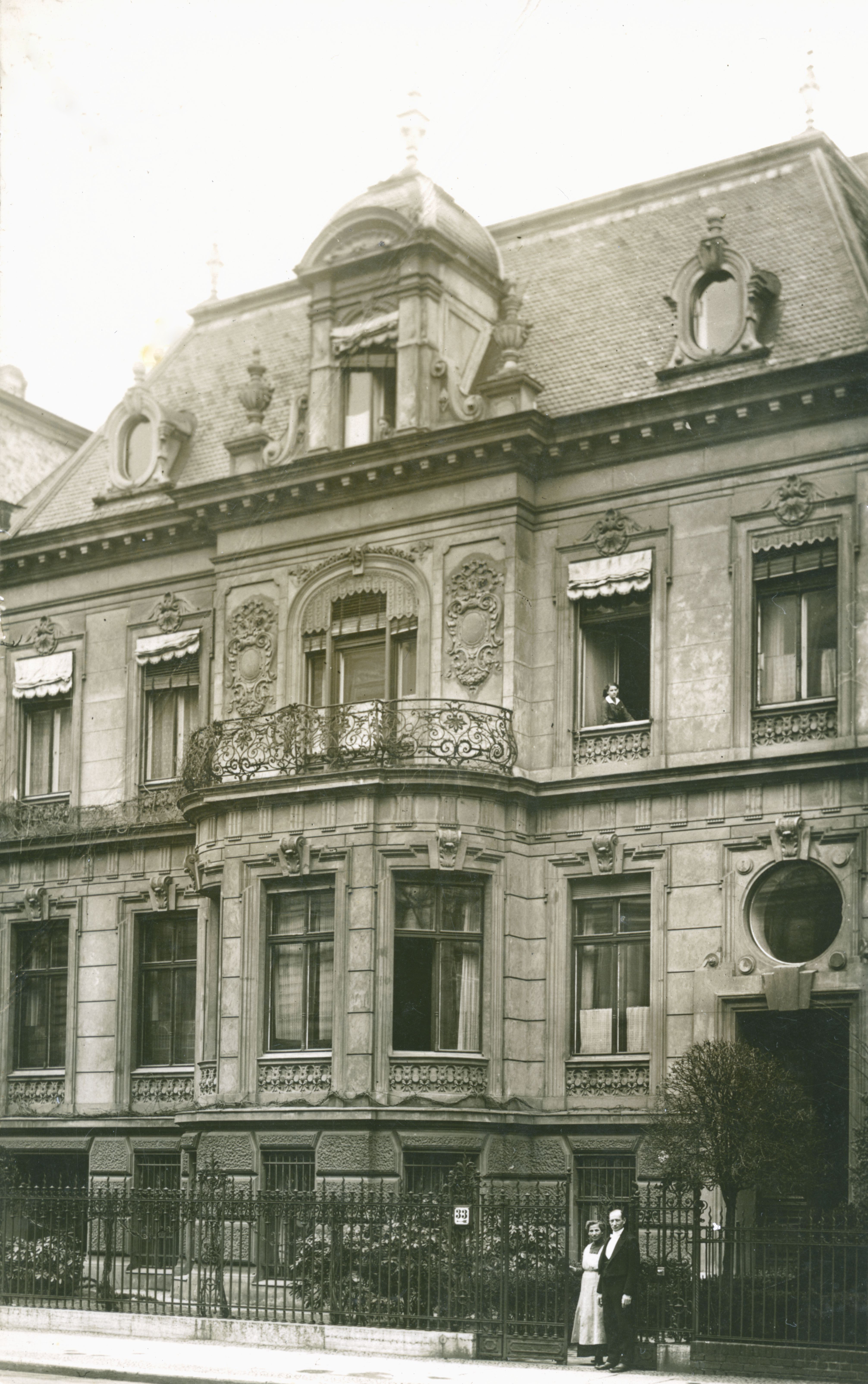
Palais der Familie Zuckermandel an der Bendlerstraße 33 in Berlin, um 1909

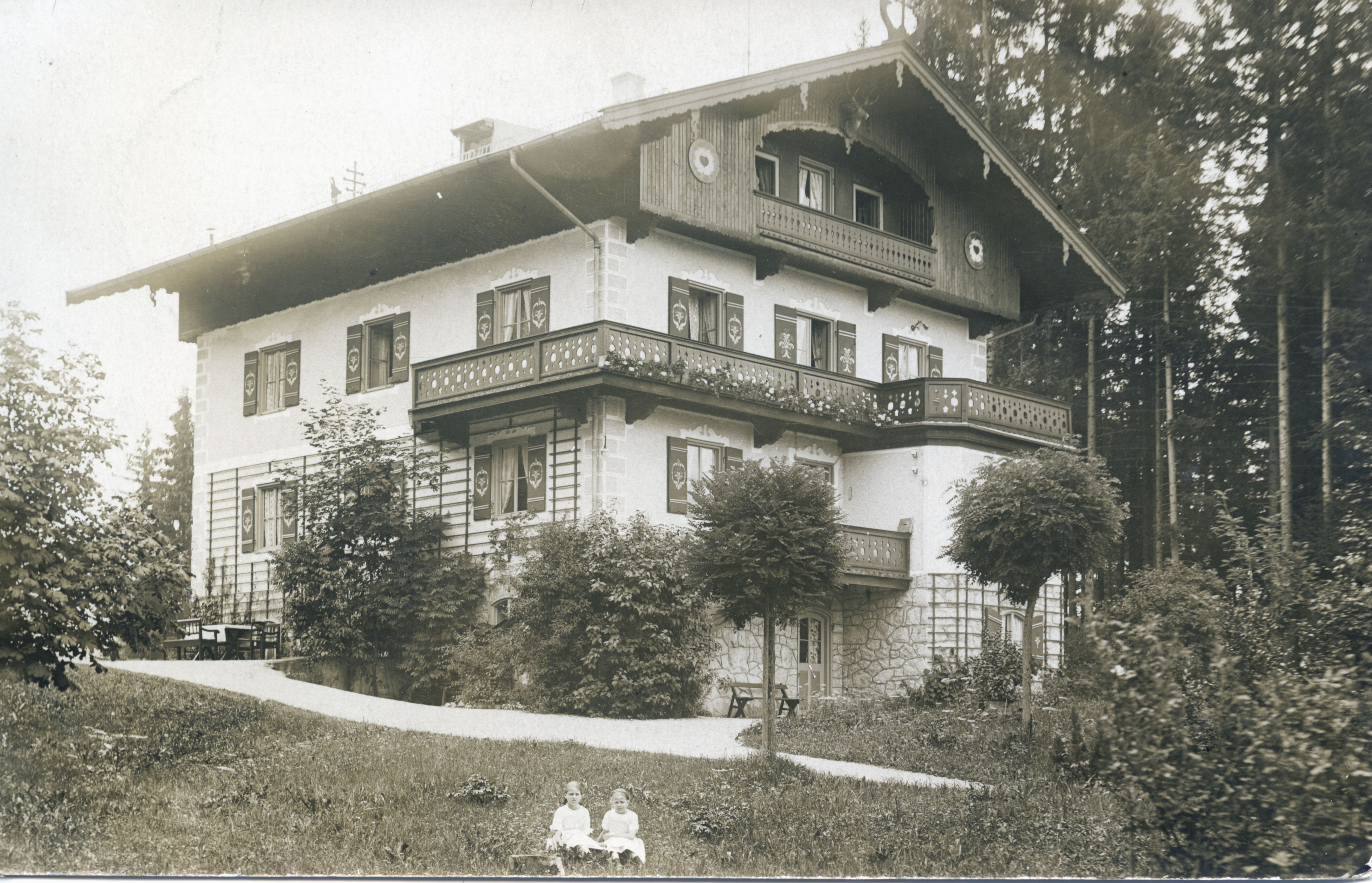
Haus der Familie Zuckermandel in Rottach am Tegernsee, um 1912

Mit 60 Jahren war Lorenz Zuckermandel einer der reichsten Männer von Berlin. Sein Kapital, zum größten Teil in Aktien der Schwerindustrie angelegt, wurde auf 4 Mio. Goldmark geschätzt. 1912, mit 65 Jahren, zog er sich ganz aus dem Bankgeschäft zurück, genoss aber dank seines großen Vermögens weiterhin den Ruf des Financiers. Seine Aufsichtsratsposten legte er erst 1917 nieder.

### Ruhestand und Tod
In den 1920er Jahren verlor Zuckermandel wegen der sich seit 1914 beschleunigenden Inflation einen Großteil seines Kapitals, das er vor allem in Aktien angelegt hatte, und es gelang ihm nicht schnell genug, es in beständigen Werten anzulegen.
Nach dem Tod seiner beiden ältesten Söhne Walter und Erich (beide am 1. Oktober 1915 am Naratsch-See in Russland, heute Belarus, gefallen bzw. verschollen) zog er sich ins Privatleben zurück und widmete sich seinen Übersetzungen, vor allem seiner Dante-Übersetzung. Seine Zeit als Rentner nutzte er für ausgedehnte Seereisen nach Spanien, Kanada, Brasilien, Mexiko und Venezuela, die er jeweils ohne seine Ehefrau unternahm.
Am 6. Januar 1928 starb Lorenz Zuckermandel im Alter von fast 81 Jahren an Bronchitis. Im Nachruf einer Berliner Zeitung vom 7. Januar 1928 steht: „Gestern nacht verschied nach kurzem Krankenlager im Alter von 81 Jahren Herr Bankier Lorenz Zuckermandel, der frühere Geschäftsinhaber der C. Schlesinger-Trier & Co. Commanditgesellschaft auf Actien. Mit ihm ist wieder eine Persönlichkeit aus der alten Hochfinanz dahingegangen, ein Mann vornehmster Gesinnung, von verbindlichster Liebenswürdigkeit, der seine eminenten Fähigkeiten insbesondere in den Dienst der Industrie stellte. Er gehörte lange Jahre dem Aufsichtsrat einer großen Anzahl der bedeutendsten Industriegesellschaften an, bis er sich, nachdem er im Kriege seine beiden ältesten hoffnungsvollen Söhne gleichzeitig verloren hatte, vom Geschäft ins Privatleben zurückzog. Dieser seltene Mann wird jedem unvergeßlich bleiben, der mit ihm in Berührung kam.“
Das Familienvermögen ging während der Weltwirtschaftskrise und in der Zeit nach 1945 fast komplett verloren.

### Bankier, Investor und Gründer
Als Partner des Bankhauses C. Schlesinger-Trier & Cie., damals eine der weit über 1.000 Privatbanken in Deutschland, war Lorenz Zuckermandel durch seine Beteiligungen einerseits Investor und andererseits auch Mitgründer von namhaften Gesellschaften wie z. B. der Aktiengesellschaft Rheinische Metallwaaren- und Maschinenfabrik (der späteren Rheinmetall), welche am 13. April 1889 notariell beurkundet wurde und woran das Bankhaus Carl Schlesinger-Trier & Cie. mit 224.000 Reichsmark am Grundkapital von 700.000 Reichsmark beteiligt war, was mit 32 % den größten Teil des Aktienkapitals ausmachte. Als Mehrheitseigner stellte das Bankhaus mit Lorenz Zuckermandel den ersten Aufsichtsratsvorsitzenden, während der Thüringer Ingenieur Heinrich Ehrhardt zum stellvertretenden Vorsitzenden des Aufsichtsrats und Unternehmensleiter gewählt wurde. Diese Bank war über lange Jahre ein bedeutender Aktionär von Rheinmetall, die zwar im Laufe der Zeit ihre Beteiligung reduzierte, aber auf den Generalversammlungen ein einflussreicher Investor blieb. Im April 1897 gab Lorenz Zuckermandel den Vorsitz im Rheinmetall-Aufsichtsrat auf, blieb aber bis zu seinem endgültigen Ausscheiden am 16. November 1919 einfaches Mitglied im Kontrollgremium. Bis 1916 ist nachweisbar, dass er in geringem Umfang selbst Rheinmetall-Aktien besaß. Über die Beteiligung an Rheinmetall kam die C. Schlesinger-Trier & Cie. auch zur Finanzierung von lukrativen Waffengeschäften.
Da Lorenz Zuckermandel stets unter dem Namen des Bankhauses C. Schlesinger-Trier & Cie. agierte und sich selbst in dieser vermittelnden Rolle im Hintergrund hielt, sind seine Aktivitäten als Bankier schwer nachzuvollziehen. Bekannt ist, dass er unter anderem ein Aufsichtsratsmandat in der Aktienbrauerei Erlangen, die 1896 aus der Erlanger Reifbräu hervorgegangen war, ausübte.
Lorenz Zuckermandel war auch an verschiedenen kleinen und großen Bahnen beteiligt, u. a. der Canadian Pacific Railway Company (CPR), an denen das Bankhaus C. Schlesinger-Trier & Cie. und die Nationalbank für Deutschland beteiligt war und für deren Börsengang im Jahr 1910 er mitverantwortlich war. Zum Dank lud ihn der damalige Präsident Sir Thomas George Shaughnessy (1853–1923) im Jahr 1913 für eine mehrwöchige Reise nach Kanada ein, die er wegen der Unpässlichkeit seiner Frau Elisabeth zusammen mit seinem Sohn Walter und F. I. Warschauer als Vertreter der Nationalbank antrat. Auf dieser Reise trafen sie u. a. Vincent Meredith (1850–1929), Direktor der Bank of Montreal, und Richard B. Angus (1831–1922), einer der Gründerväter der CPR, der damals 84 Jahre alt war.
Des Weiteren sind finanzielle Beteiligungen oder Gründungen Zuckermandels an diversen anderen Bahnen dokumentiert, z. B. an der Berlin-Dresdener Eisenbahn-Gesellschaft, der Stettiner Straßen-Eisenbahn-Gesellschaft und der Achenseebahn-Gesellschaft, in deren Aufsichtsrat er saß.

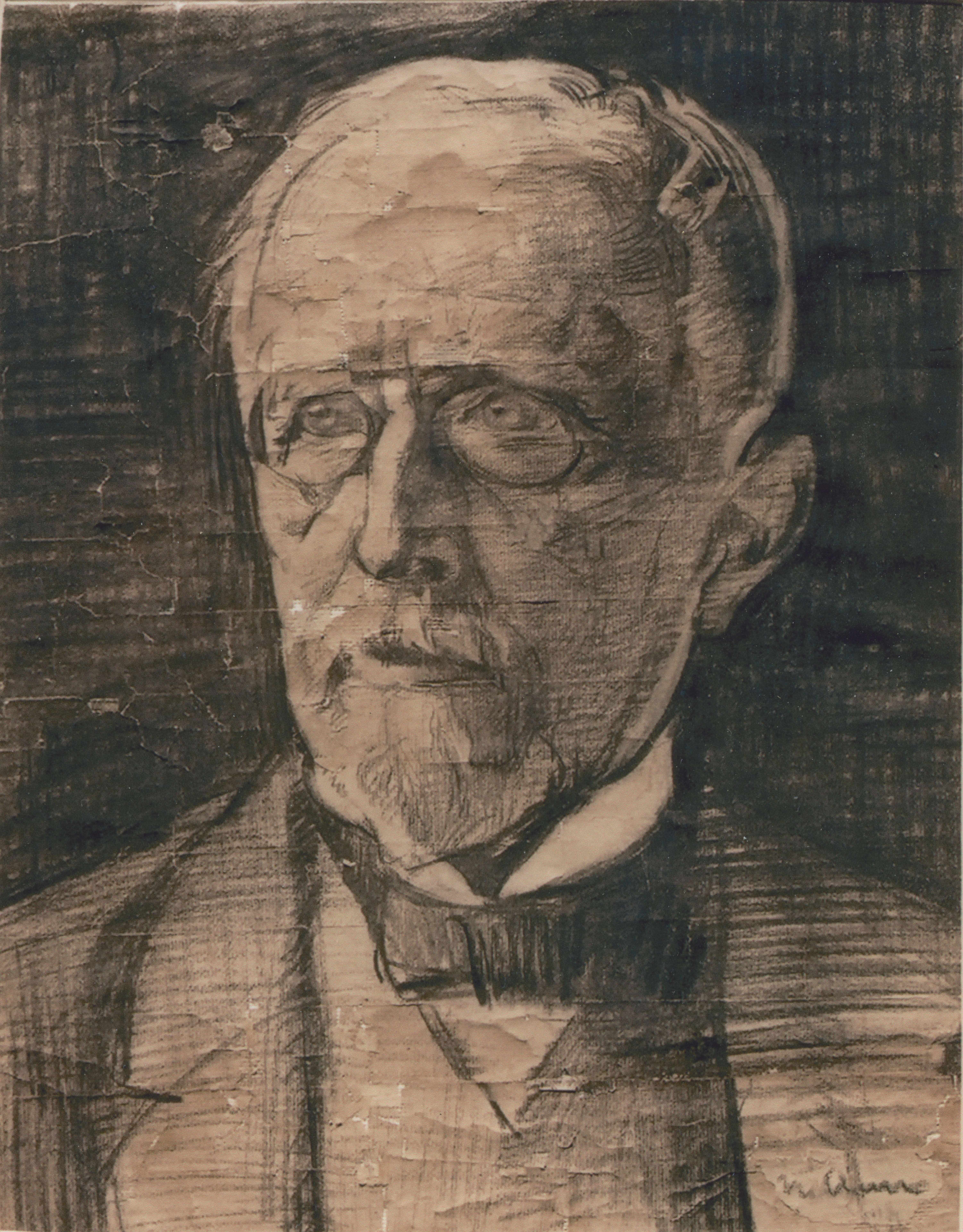
Porträt von Lorenz Zuckermandel (18. Februar 1847 bis 6. Januar 1928)

### Übersetzer
Zuckermandels Übersetzung aus dem Französischen von Émile Mâles Werk L'Art Religieux du XIIIe Siècle en France wurde 1907 veröffentlicht.
1909 übersetzte er für seinen Sohn Ludwig, damals 10 Jahre alt, Rudyard Kiplings Moti Guj – Mutineer aus dem Englischen mit dem Wunsch, dass er selbst bald im Stand sein möchte, Originale zu lesen (unveröffentlicht).
Zuckermandel ist vor allem für seine Übersetzungen der Göttlichen Komödie von Dante Alighieri bekannt, die er 1912 begann. Dantes Paradies erschien 1914 und 1922 in einer neu bearbeiteten Ausgabe. Dantes Hölle erschien 1916 und 1925 in einer neu bearbeiteten Ausgabe. Dantes Purgatorium erschien 1920. Alle Ausgaben wurden im Verlag von J. H. Ed. Heitz, dem traditionsreichen Universitätsverlag, in Straßburg publiziert.
Das Manuskript von Zuckermandels Dante-Übersetzung ist nicht erhalten, ebenso wenig wie die Korrespondenz bezüglich seiner Dante-Forschungen (u. a. mit dem damaligen Präsidenten der Deutschen Dante-Gesellschaft, Hugo Daffner).
Für die Arbeit an der Dante-Übersetzung wurde in der Bendlerstraße 33 eine veritable Dante-Bibliothek angelegt, die sich jahrelang auf dem Billardtisch im Studierzimmer ausbreitete.
Über die Familie seiner Frau war Lorenz Zuckermandel mit Alfred Bassermann (1855–1935), einem anderen Dante-Übersetzer bekannt, in dessen Nachlass in der Universitätsbibliothek Freiburg im Breisgau sich u. a. die Dante-Übersetzungen Zuckermandels befinden.

### Mäzen im Heimatort Bürglein
Lorenz Zuckermandel blieb trotz seiner kometenhaften Karriere seinem Heimatdorf Bürglein, das er bis 1919 besuchte und wo er als Wohltäter bekannt und geachtet war, verbunden, obschon er sich weder privat noch öffentlich über seine Herkunft äußerte, nicht einmal gegenüber seiner Familie.
Als Andenken an den Tod seiner beiden ältesten Söhne, die 1915 in Russland fielen und deren Verlust nie verschmerzt wurde, stiftete er anonym zwei Kirchenfenster und im September 1917 die Kirchturmuhr für die Johanneskirche.
In einer Sitzung der Soldaten- und Kriegerkameradschaft Bürglein vom 1. Januar 1920 wurde der Beschluss gefasst, für die Gefallenen und Vermissten des Ersten Weltkrieges eine Gedenkstätte anzulegen. Auf der Gedächtnistafel stehen auch die Namen der beiden ältesten Söhne Walter und Erich Zuckermandel.
Lorenz Zuckermandel bemühte sich auch um die Wasserleitung in Bürglein, wofür er mehrmals namhafte Beiträge spendete, insgesamt 14.000 Reichsmark von 1912 bis 1919. Da sich die Bürgleiner nicht auf den Bau einer Wasserleitung einigen konnten, verlor das gespendete Geld wegen der einsetzenden Inflation seinen ganzen Wert (im Jahr 1924 war 1 Billion noch 1 Goldmark wert).
Laut Willenserklärung von Lorenz Zuckermandel vom 8. August 1917 wurde am 11. Juli 1918 eine Armenfondsstiftung als Zustiftung zur Heding’schen Gedächtnis- und Armenstiftung unter der Auflage gegründet, die Renten der gespendeten 4000 Reichsmark alljährlich an Bedürftige der Gemeinde Bürglein zu verteilen.

### Kunstsammler
Noch vor dem Einzug des jungen Ehepaars Zuckermandel in die Villa in Charlottenburg begann Lorenz, mit großem Kunstverstand eine beachtliche Gemäldesammlung aufzubauen. Sie enthielt namhafte Werke aus der Zeit der Renaissance bis hin zu zeitgenössischen Malern. Einige dieser Gemälde kamen zusammen mit anderen Skulpturen, Antiquitäten, Keramik, Metallarbeiten, Möbel und Einrichtungsgegenständen anlässlich der Versteigerung des Nachlasses von Lorenz Zuckermandel am 5./6. Juni 1930 in der Galerie Hugo Helbing in München unter den Hammer.

### Persönlichkeit
Trotz seiner hervorragenden beruflichen Stellung als Mitglied der Hochfinanz blieb er immer reserviert und wahrte eine gewisse Distanz zur großbürgerlichen Gesellschaft, die ihm nicht zur zweiten Natur wurde. Er blieb sich selbst immer treu, unbeeindruckt vom damaligen Glanz des Militärs und des Großbürgertums, dem er mit Humor begegnen konnte. Aus Aufzeichnungen der Familie, die ihn verehrte und die ihn „Lorenzo“ nannte, geht hervor, dass es ihm sein geselliges Wesen ermöglichte, wo er auch immer war, Freunde zu gewinnen, vom einfachsten bis zum höchstgebildeten Menschen. Seine überragende Intelligenz, sein umfassendes Wissen, gepaart mit einer tiefen Weisheit, Güte und Humor machten ihn zu einem liebenswürdigen Menschen. Sein Fleiß und seine Risikobereitschaft machten ihn zum erfolgreichen Geschäftsmann. Er hatte ein offenes Auge für alles Schöne und eine tiefe Liebe zur Natur. Alles Große und Weite zog ihn an. Sein Schwager Adolf Bassermann schrieb im Reisebericht 1910: „Lorenzo hat alles mit weitestem Blick vorher geordnet, man ist geborgen in seiner Gesellschaft – ein homme de vie, der alles weiß und kennt, oder richtig vermutet.“

### Trivia
Aus der Zeit als Direktor der Oldenburgischen Landesbank erzählte Lorenz noch viele Jahre später, wie amüsant es für ihn war, als blutjunger Mann zwischen den bärtigen Honoratioren am Stammtisch zu sitzen – dem Bürgermeister, dem Gymnasialdirektor, dem Herrn Medizinalrat. So lernte er rasch, sich nicht nur am Stammtisch, sondern auch in der Welt der Landesfinanzen zu bewegen.
Das Grundstück der Villa in Oberach bei Rottach-Egern am Tegernsee in Oberbayern wurde von Lorenz Zuckermandel am 3. November 1908 für 41.000 Reichsmark bar bezahlt, wie die handschriftliche Quittung aus dem Familienarchiv belegt.
Lorenz Zuckermandel hatte nachweislich einen wundervollen Sinn für Humor. Folgende Anekdote wurde von seinem Sohn in einem Begleitzettel zu Dantes Purgatorium vom 27. Dezember 1968 festgehalten: „Ein guter Freund meines Vaters, von uns Kindern Onkel Buckardt genannt, war zwar ein großer Goethe-Kenner, interessierte sich aber in keiner Weise für Dante. Mein Vater schenkte nun Onkel Buckardt in jedem Jahr zu seinem Geburtstag die neueste Ausgabe des Fegefeuers. Onkel Buckardt bedankte sich immer und stellte das Buch in seine Bibliothek. Im Laufe des Jahres entwendete mein Vater das Buch aus Onkel Buckardts großer Bibliothek, um es ihm am Geburtstag wieder zu schenken. Ob der Beschenkte den Schwindel je bemerkt hat, ist nicht überliefert.“

### Nachkommen
Die ältesten Söhne von Lorenz Zuckermandel, Walter und Erich, fielen beide am 1. Oktober 1915 am Naratsch-See im heutigen Belarus. Ihnen zu Ehren, wie auch für die anderen im Krieg gefallenen Soldaten, pflanzte die Soldaten- und Kriegerkameradschaft Bürglein und Umgebung 1920 bei der Anlage des Eichenhains bei Böllingsdorf je eine Eiche. Sie stehen dort noch heute hinter der erst später errichteten Ehrenhalle.
Sein Sohn Paul wurde Operettentenor und lebte viele Jahre mit seiner Frau im Fremdenhaus auf dem Anwesen der Mutter am Tegernsee. Ludwig war lange Zeit Bühnenbildner am Theater in Klagenfurt und versuchte, in Südamerika Fuß zu fassen. Danach kehrte er nach Deutschland zurück und lebte zuletzt mit seiner Frau bei der Mutter. Die Töchter Leonore und Elisabeth heirateten nach Brasilien und kamen in den späteren Jahren nur selten nach Europa.

### Namensgeschichte
Über den Namen Zuckermandel (auch Zuckmantel) gibt es unterschiedliche Versionen. Eine besagt, dass der Name aus dem Mittelalter stammt und so viel wie Wegelagerer bedeutete, also jemand, der einen Mantel wegnimmt, mithin „zückt“. Als deutscher Ortsname im heutigen Tschechien kommt der Name Zuckermantel häufig vor. Gemeint ist die Stadt Zlaté Hory.

## Werke
- Die kirchliche Kunst des XIII. Jahrhunderts in Frankreich: Studie über die Ikonographie des Mittelalters und ihre Quellen. Von Émile Mâle. Deutsch von L[orenz] Zuckermandel. Straßburg: Verlag J. H. Ed. Heitz, 1907.
- Dantes Hölle. Deutsch von L[orenz] Zuckermandel. Straßburg: Druck und Verlag von J. H. Ed. Heitz, 1916. 247 Seiten.
- Dantes Hölle. Deutsch von L[orenz]. Zuckermandel. Straßburg: Verlag J. H. Ed. Heitz, [1925]. Zweite neu bearbeitete Auflage. 206 Seiten. Diese Ausgabe wurde den Mitgliedern der Deutschen Dante-Gesellschaft zusammen mit dem Jahrbuch 1925 überreicht. Auf dem Beilagezettel steht: „Dank gütiger Zuwendung des Übersetzers, unseres langjährigen Mitgliedes, bin ich in der angenehmen Lage unseren Mitgliedern gleichzeitig mit dem Jahrbuch für 1925 die eben erscheinende neu bearbeitete Auflage von ,Lorenz Zuckermandel – Übersetzung von Dantes Hölleʻ mit weihnächtlichem Gruß zu überreichen. Mit dem Ausdruck der Freude über diese Förderung der Ziele unserer Gesellschaft verbinde ich den Wunsch, daß dieses Werk, das zum gediegensten gehört, was nicht allein unsere Tage hervorgebracht haben, in seiner Sinn- und Formtreue, seiner angenehmen leicht fließenden Lesbarkeit und innigen Schlichtheit des Ausdrucks die entsprechende Aufnahme und Würdigung finden möge. Deutsche Dante-Gesellschaft. Der Vorsitzende: [Hugo] Daffner.“
- Dantes Purgatorium. Deutsch von L[orenz] Zuckermandel. Straßburg: Verlag von J. H. Ed. Heitz, 1920. 250 Seiten.
- Dantes Paradies. Deutsch von L[orenz] Zuckermandel. Straßburg: Druck und Verlag von J. H. Ed. Heitz, 1914. 215 Seiten.
- Dantes Paradies. Deutsch von L[orenz] Zuckermandel. Straßburg: Verlag von J. H. Ed. Heitz, 1922. Zweite, neu bearbeitete Auflage. 247 Seiten.